# أفونسو كوستا
أفونسو كوستا (بالبرتغالية: Afonso Costa ‏) (و. 1871 – 1937 م) هو سياسي، ومحامي، ودبلوماسي برتغالي، توفي في باريس، عن عمر يناهز 66 عاماً.

## مناصب
تولى منصب وزير العدل
- رئيس وزراء البرتغال
- سفير.

## التعليم
تعلم في جامعة قلمرية.

## جوائز
حصل على جوائز منها:
- الصليب الأعظم لنيشان البرج والسيف العسكري ‏
- وسام الحرية.